# Europa Universalis (serie)
Europa Universalis, conocida comúnmente por el acrónimo EU, es una serie de videojuegos de estrategia en tiempo real desarrollados por Paradox Development Studio y publicado, en su mayoría, por Paradox Interactive. La primera entrega de la serie se lanzó en el año 2000 y rápidamente se convirtió en un éxito.
Basados inicialmente en el juego de mesa francés del mismo nombre, los juegos permiten al jugador controlar una nación que entre el siglo XV y el siglo XIX y expandir su influencia a todo el mundo a través de la fuerza militar, la diplomacia y la expansión de sus dominios coloniales. El enorme contenido y la complejidad de la estrategia son los elementos recurrentes de la serie.

## Versiones

### Europa Universalis
El primer juego de la serie fue desarrollado, al igual que las posteriores entregas, por Paradox Development Studio. Fue publicado el 2 de febrero de 2001. Europa Universalis permitía a los jugadores controlar una de siete naciones europeas y expandir su poderío alrededor del mundo, el cual estaba representado por unas 1.500 provincias. Los escenarios tenían lugar entre el año del descubrimiento de América (1492) y el inicio de la Revolución Francesa (1789).

### Europa Universalis II
EUII fue publicado el 12 de noviembre de 2001, siguiendo una línea casi idéntica en cuestiones de jugabilidad comparado con la primera entrega de la serie. Una de las grandes adiciones del juego fue la posibilidad de jugar con cualquier nación de la tierra que existió entre los años 1419 y 1819, no solo las grandes potencias europeas. EUII también fue muy popular entre la comunidad de modding, lo que llevó incluso al lanzamiento de un juego basado en un mod de EUII en 2009 bajo el nombre de For The Glory.

### Europa Universalis III
Después de más de cinco años de espera, Paradox lanzó la tercera entrega de la serie en enero de 2007. El juego se mantuvo fiel a su estilo complejo y detallado, agregando incluso más provincias al mapa y utilizando un motor gráfico propietario, Clausewitz, que utiliza el shader 2.0. Inicialmente la campaña principal va desde el año 1453, justo después de la caída de Constantinopla, hasta 1789, el comienzo de la Revolución Francesa. No obstante, las expansiones que fueron lanzadas en los años posteriores extendieron las fechas de inicio y fin desde 1399 hasta 1821, respectivamente.

### Europa Universalis IV
Europa Universalis IV, la cuarta entrega de la serie, fue anunciado en agosto de 2012 y se puso a la venta el 13 de agosto de 2013. El juego mantiene el mismo estilo de juego que las entregas anteriores, y la campaña principal comienza el 11 de noviembre de 1444 y finaliza el 2 de enero de 1821.